# Railjet
Railjet або скорочено RJ — високошвидкісна залізнична служба в Європі, яка експлуатується Австрійськими федеральними залізницями (ÖBB) і Чеськими залізницями (ČD). 
Під торговою маркою Railjet Express (RJX) для найшвидших перевезень і Railjet (RJ) для послуг із додатковими зупинками, був представлений у 2008 році. 
Максимальна експлуатаційна швидкість потягів досягає 230 км/год.
Railjet — головний сервіс ÖBB, який працює як на внутрішньому ринку Австрії, так і на міжнародних рейсах до прилеглих великих міст Чехії, Німеччини, Швейцарії, Італії, Угорщини та Словаччини.

В липні 2012 р. залізниці було поставлено останній, 51-й поїзд. 
Виробник поїздів railjet — Siemens Rail Systems.

## Концепція
На відміну від інших залізниць, які використовують як швидкісні поїзди переважно електропоїзди з розподіленою тягою, ÖBB віддало перевагу двонаправленому поїзду з локомотивною тягою.
Railjet складається з окремих вагонів, з'єднаних між собою спеціальним жорстким зчепленням та герметичними переходами. З обох боків поїзда знаходяться звичайні гвинтові зчеплення, які дають можливість під'єднати звичайний локомотив. Один з крайніх вагонів має кабіну керування. З іншого боку приєднується локомотив. Це дає можливість змінювати напрямок руху без перечеплення локомотива. Для поїздів railjet використовуються швидкісні двосистемні локомотиви Siemens ES64U2 «Taurus».

## Історія
Замість того, щоб вибирати електропотяги (EMU), такі як ICE 3 Deutsche Bahn, ÖBB обрав високошвидкісні потяги з локомотивною тягою , які могли б буксируватися наявним парком високошвидкісних електровозів Taurus Siemens EuroSprinter. 

Після тендера в лютому 2006 року було оголошено, що Siemens Viaggio Comfort був найкращим проектом, а також найдешевшим. 

В лютому 2006 року було замовлено 23 одиниці 7-вагонних поїздів, у вересні 2007 року було замовлено ще 44 потяги.

Загальна вартість замовлення становила 798 мільйонів євро на 469 пасажирських вагонів. 

У вересні 2011 року Siemens домовився про продаж шістнадцяти поїздів Railjet Чеській залізниці; спочатку потяги мали бути виготовлені для незавершеного замовлення для ÖBB, 

та відбуксовані електровозами Škoda ČD класу 380. 

У 2012 році Чеські залізниці скасували замовлення. 

У серпні 2012 року було погоджено скорочене замовлення семи потягів Siemens Viaggio Comfort

У червні 2014 року ÖBB купив решту дев’ять потягів Railjets від Siemens, які планувалося використовувати на маршруті Westbahn між Віднем і Зальцбургом, а також була обладнано для роботи в Італії. 
Перший потяг було виготовлено 15 вересня 2008 року та виставлена на виставці в Граці, потім InnoTrans наприкінці вересня, а потім на Salzburger Verkehrstage 15 жовтня. 
:17 
Перші поїзди Railjet почали тестування наприкінці 2008 року. 

## Потяги

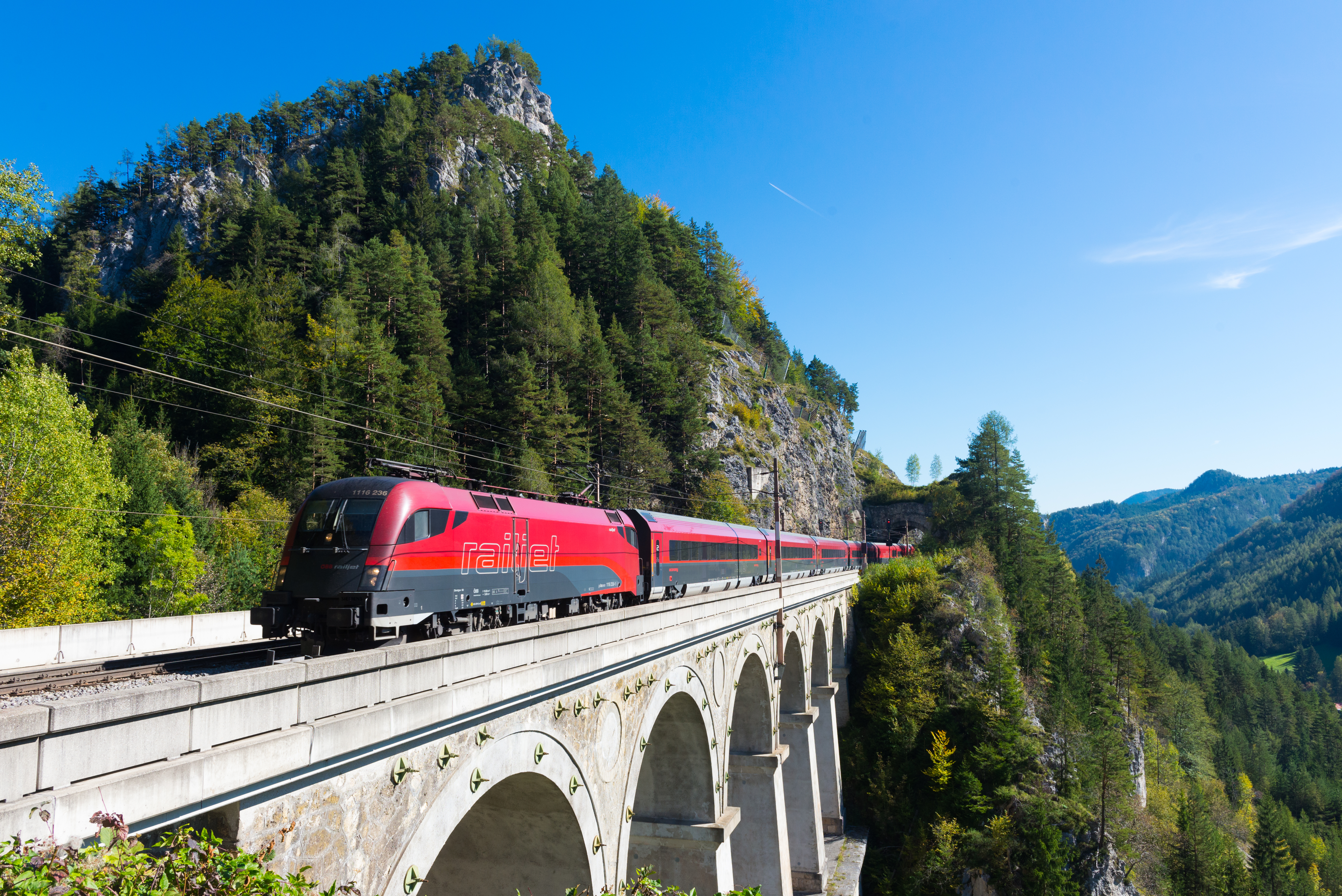
ÖBB Railjet проходить віадуком Краузельклаузе на залізниці Земмеринг

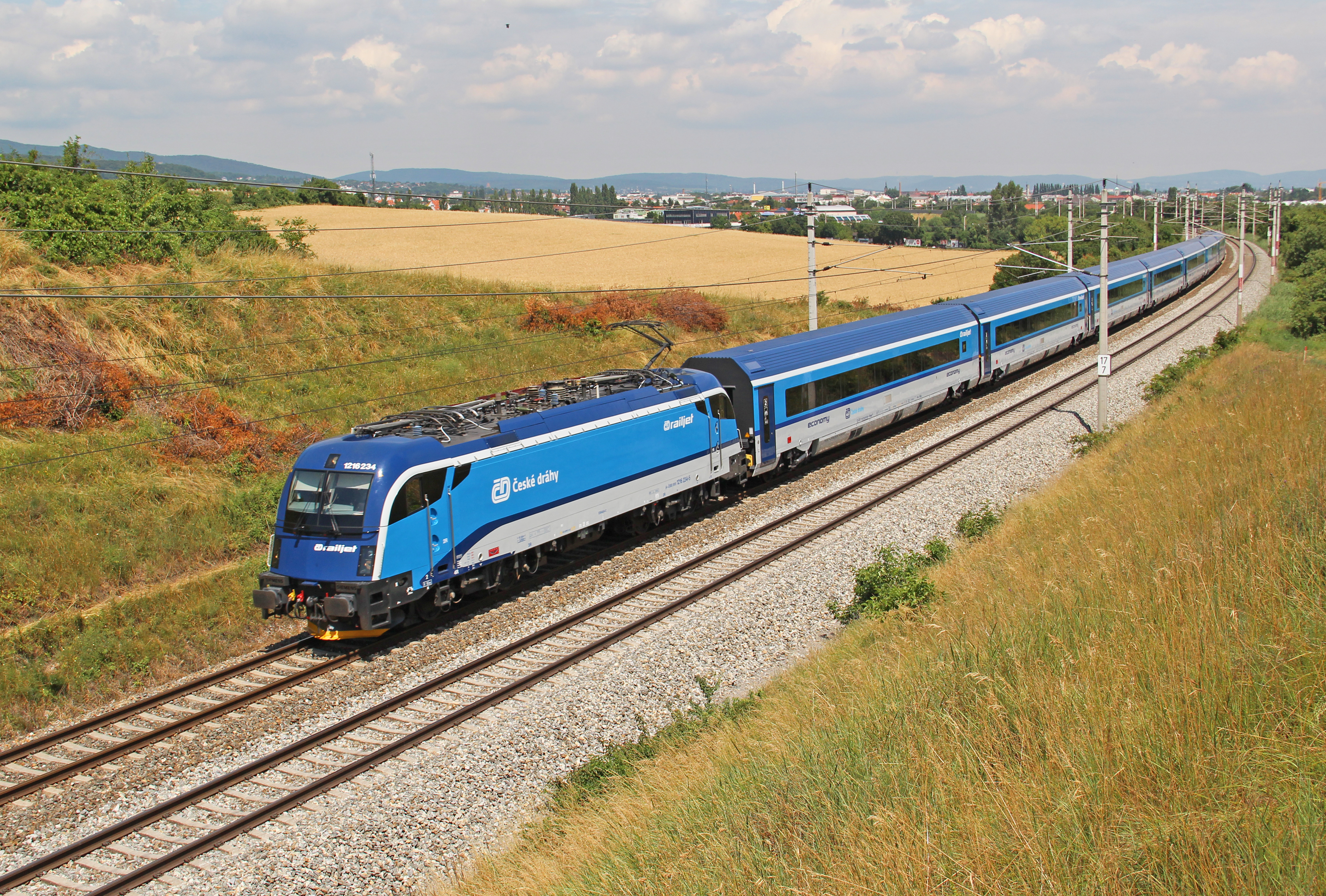
ČD Railjet на шляху до Відня

Потяг Railjet складається із семи окремих вагонів, які постійно з’єднані герметичними з’єднаннями, але з гвинтовим з’єднаннями на зовнішніх кінцях комплекту вагонів. 
 
Два повних комплекти поїздів з двома локомотивами можна запускати як пару, створюючи поїзд із чотирнадцяти вагонів. 

Найдальший від локомотива вагон виконує роль головного. 
Кількість вагонів в одному поїзді може бути збільшена до десяти в одній ланці поїзда. 
:4
З компанією промислового дизайну Spirit Design було укладено контракт на розробку дизайну екстер’єру та інтер’єру 
, 
було представлено три колірні схеми, а ліврея, яка буде використовуватися, була визначена опитуванням, проведеним австрійським таблоїдом Kronen Zeitung. 

У 2009 році дизайн railjet здобув нагороду Red Dot. 

### Локомотиви
Транспортні засоби Railjet розроблені для приведення в рух у режимі тягни-штовхай стандартними електричними локомотивами, зокрема Siemens ES64U2 і ES64U4 (ÖBB Class 1116 і 1216 Taurus), які вже належать Австрійській федеральній залізниці, але також можуть буксируватися будь-якими іншими електровозами або тепловозами. 
:7
Перші двадцять три локомотиви ÖBB класу 1116, які використовувалися службою Railjet, мали низку модифікацій: третій пантограф і відповідні системи безпеки поїзда для роботи за межами Австрії (Угорщина, Швейцарія та Чехія), а також сріблясту бортику під бортиком рівня підлоги, надаючи більш обтічний вигляд. 
Другий набір із двадцяти локомотивів був обладнаний лише для роботи в Австрії та Німеччині й має бічних панелей чи додаткових систем для міжнародної роботи. 

### Вагони
Кузови вагонів виготовлені з ребристої холоднокатаної сталі, а передня частина кабіни нагадує локомотиви Taurus. 

Вагони обладнані дисковими електропневматичними гальмами (по 3 на вісь у візках SF400), 

а також електромагнітними колійними гальмами і стоянковим гальмом. 
Головний вагон також має дискові гальма з ручним керуванням. 
:sec. 2.12–2.12.6 
Первинна підвіска візків здійснюється за допомогою гвинтової пружини, а вторинна підвіска — пневматична. 
:sec. 2.12–2.12.6
Головні вагони позначаються «Afmpz», вагони преміум-класу та бізнес-класу — «Ampz», «бістро» або вагон-ресторан — «ARbmpz», а вагони економ-класу — «Bmpz». 

Кузови проміжних пасажирських вагонів перших одиниць були виготовлені Siemens у Мариборі , Словенія. 
Остаточне складання відбувається на залізничному заводі в Зіммерингу, Відень; перші три потяги були зібрані компанією Siemens, решта — технічними службами ÖBB. 

Вагони виробляє ÖBB Infrastruktur Bau

за субпідрядом із Siemens. 

Siemens є генпідрядником транспортних засобів і продає дизайн вагону під назвою Viaggio Comfort. 

Гальмівне обладнання постачає Knorr-Bremse, кондиціонери — Liebherr, а двері, з’єднання вагонів, туалети та сидіння виготовляють інші субпідрядники. 

## Маршрути

### Поточна мережа
Станом на грудень 2015 року Railjets ÖBB та ČD обслуговують наступну мережу маршрутів. 
Показано не всі зупинки, у дужках показано дистанції маршруту, які обслуговують лише деякі поїзди:
- (Будапешт або Міжнародний аеропорт Відня -) Відень-Головний - Лінц-Головний - Зальцбург-Головний - Мюнхен-Головний (- Аугсбург - Штутгарт - Франкфурт)
- (Міжнародний аеропорт Відня -) Відень-Головний - Лінц-Головний - Зальцбург-Головний - Інсбрук-Головний (- Брегенц або Цюрих)
- Відень-Головний - Клагенфурт-Головний - Філлах-Головний (- Лієнц або Удіне - Венеція з грудня 2017)[1][31]
- (Берлін -) Прага-Головна - Брно-Головне - Відень-Головний - Грац-Головний

Деякі послуги обслуговуються двома спільними поїздами, які можуть з’єднуватися та роз’єднуватися у дорозі. 
Наприклад, потяг, що прибуває з Будапешта, з’єднується з іншим, що прибуває з міжнародного аеропорту Відня на станції Відень-Головний. Вони прямують разом до Зальцбурга (забезпечуючи більшу пасажиромісткість на основному маршруті Відень – Зальцбург), де один відчіплюють та прямує до Мюнхена, а інший прямує до Інсбрука.
Усі Railjets із/до Інсбрука, Брегенца та Цюриха використовують транзитний маршрут Deutsches Eck (Німецький куточок) через Баварію без зупинок, оскільки це найшвидший маршрут між Зальцбургом і західним Тіролем через топографію Австрійських Альп. Deutsches Eck забезпечує для цієї мети спеціальну об’їзну залізницю поблизу Розенгайма.
З грудня 2018 року швидші поїзди Railjet отримали назву Railjet Express (RJX) між Зальцбургом і Віднем і зупиняються лише в Лінці та Санкт-Пельтені, щоб відрізнити їх від поїздів із додатковими зупинками у Феклабруку, Аттнанг-Пухгаймі, Вельсі, Санкт-Валентіні, Амштеттені та Тульн-ан-дер-Донау.

### Розвиток
Комерційне сполучення розпочалося 14 грудня 2008 року між Мюнхеном, Віднем і Будапештом
:17:11, 
поступово замінюючи колишнє сполучення EuroCity до вересня 2009 року. З 2011 року потяги курсують до Франкфурт-на-Майні-Головний та Вісбаден-Головний у вихідні дні. 
Після завершення робіт з удосконалення Західної залізниці, потягти рухаються зі швидкістю 200–230 км/год з 2012 року, час у дорозі між Зальцбургом і Віднем тепер становить приблизно 2 години 20 хвилин. 

З грудня 2014 року поїзди обслуговують новий вокзал станції Відень-Головний, та курсують через Відень-Майдлінг і тунель Лайнц з 2015 року.
У грудні 2009 року розпочато сполучення між Віднем через Інсбрук до Брегенца та Цюриха. 

Кількість рейсів між Віднем і Брегенцом/Цюрихом через Зальцбург та Інсбрук було збільшено до кінця 2010 року. 

Після завершення робіт з удосконалення колії на Західній залізниці у грудні 2012 року тривалість подорожі між Віднем та Інсбруком зараз приблизно 4 години 15 хвилин. 
З Відень-Головний поїзди також курсують до Віденського аеропорту. 
З 2011 року поїзди Railjet також курсують Південною залізницею від Відня до Граца та Клагенфурта/Філлаха. 
У 2013 — 2017 роках потяги також обслуговували Лієнц у Східному Тіролі. 
Цю послугу замінив міжміський поїзд.
15 червня 2014 року Чеські залізниці урочисто відкрили сполучення Railjet Вінер-Нойштадт — Прага. 
З грудня 2014 року курсують потяги з Граца через Відень і Брно до Прага-Головна.
З грудня 2016 року нові потяги Railjet замінили інші поїзди InterCity на існуючих маршрутах в Австрії. 

З грудня 2017 року існуючий маршрут Відень – Філлах було розширено до Венеція — Санта-Лючія через Удіне. 

 
Це перше сполучення Railjet з прибережним регіоном.
Послуги до Любляни та/або Загреба обговорювалися з 2010 року, але з тих пір не були реалізовані. 

## Пасажирські послуги
Потяги Railjet мають три рівні обслуговування; економ, перший та бізнес класи. 
:10–16
Бізнес-клас має найвищий рівень обслуговування, містить крісла преміум-класу на 16 пасажирів, розташовані в передній частині вагона управління на протилежному кінці потяга до локомотива. 
План сидінь у стилі «відкритих купе», але відкритого плану та без дверей, і має на меті стати значним покращенням порівняно з попереднім розміщенням першого класу. 
Камбуз розділяє купе бізнес-класу та першого класу.
Сидіння першого класу займають решту головного вагона, другий вагон і половину третього вагона, де також є місця та зручності для користувачів інвалідних візків. 
У формі [2+1] передбачено 76 місць. 
Залишок третього вагона містить ресторан, який забезпечує обслуговування на місці. 
Решта чотири вагони забезпечують 316 місць економ-класу у формі [2+2], четвертий вагон також містить зону для сімей і дітей. 

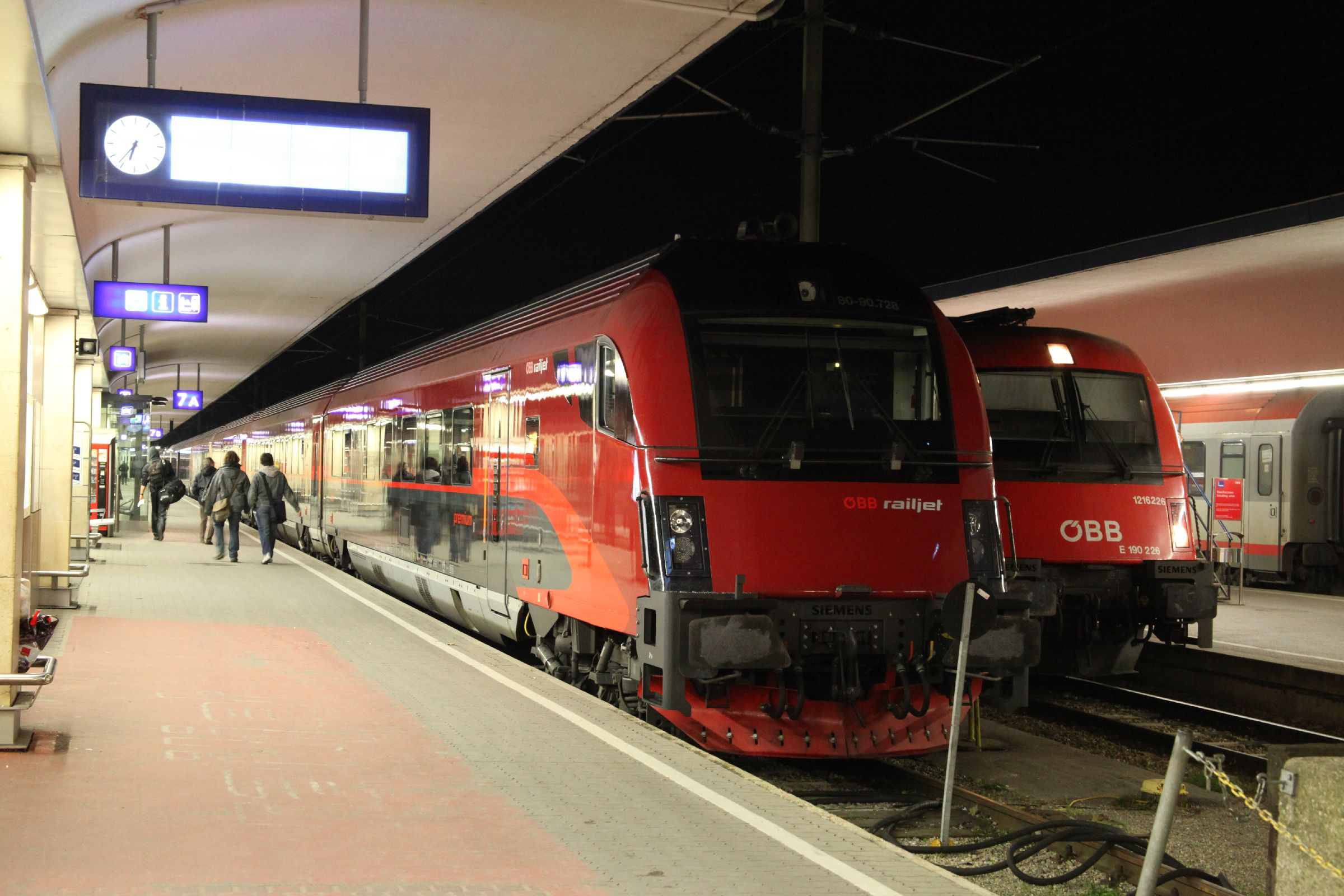
Поїзд railjet на вокзалі Відень-Західний
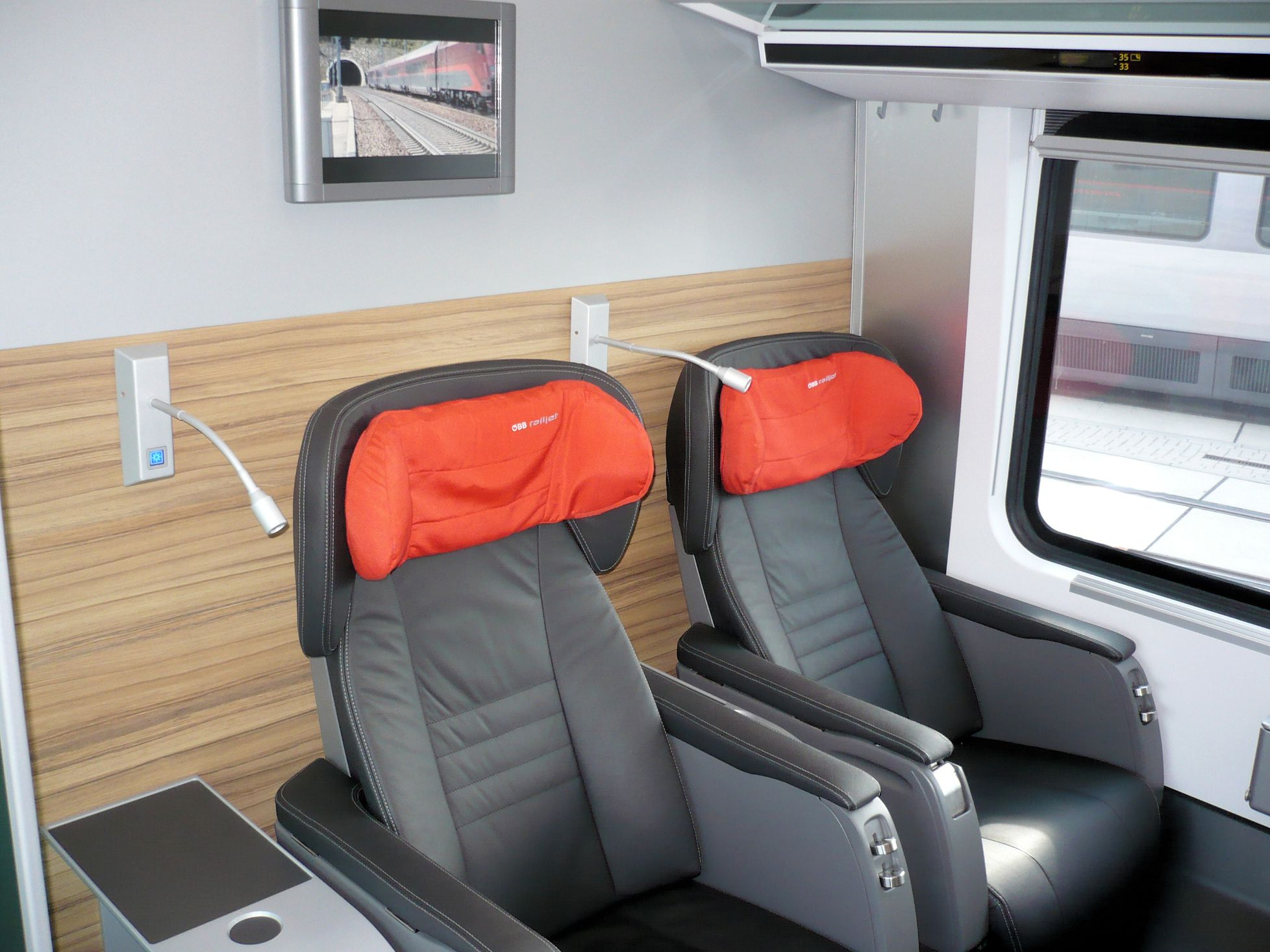
Перший клас
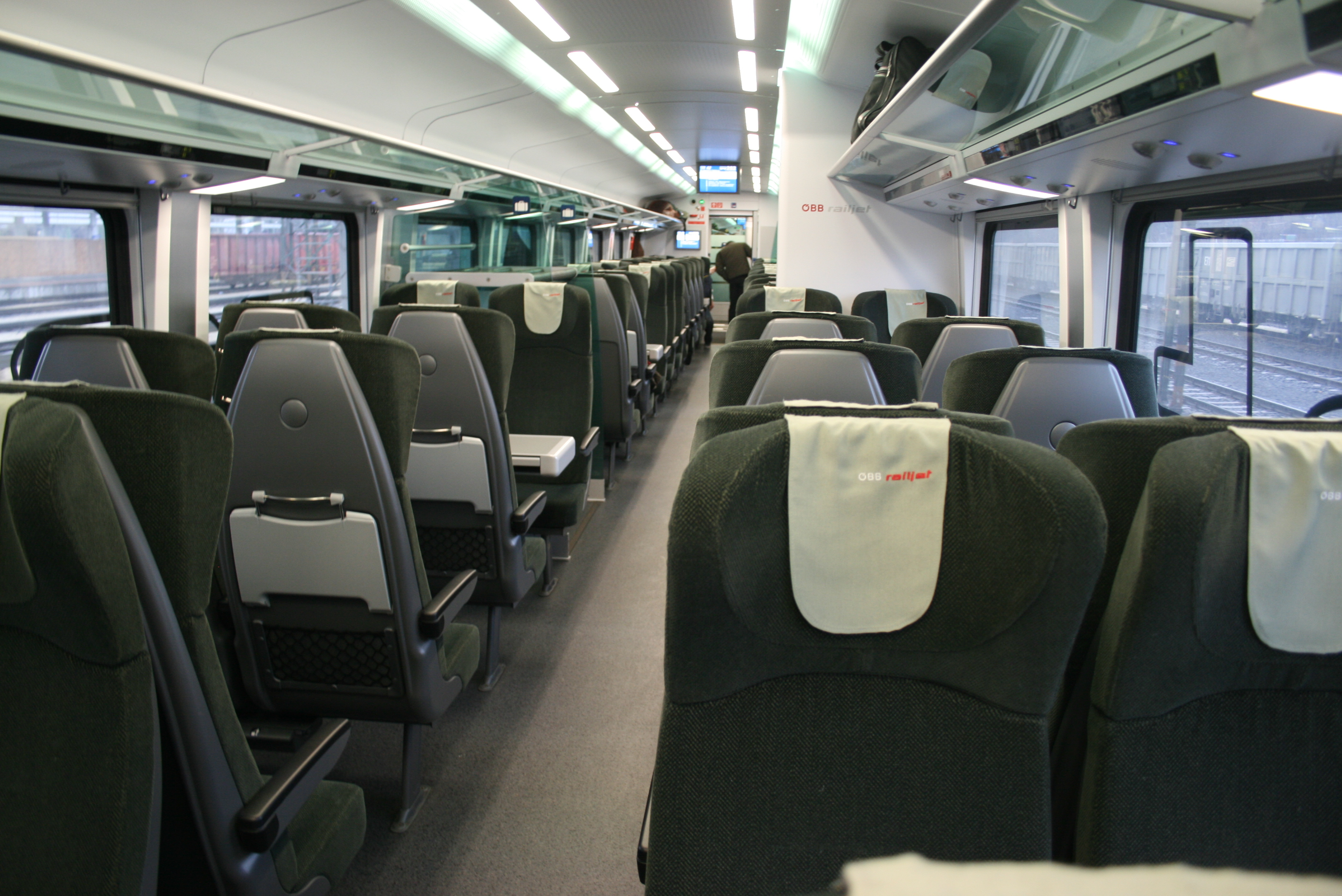
Другий клас

## Подібні проекти
- Intercity-Express (Німеччина)
- TGV (Франція)